# ساولو ديكارلي
ساولو ديكارلي (2 أبريل 1992 في سويسرا - ) هو لاعب كرة قدم سويسري في مركز قلب الدفاع. شارك مع منتخب سويسرا تحت 19 سنة لكرة القدم ومنتخب سويسرا تحت 20 سنة لكرة القدم ومنتخب سويسرا تحت 21 سنة لكرة القدم. أما مع النوادي، فقد لعب مع آينتراخت براونشفايغ ونادي أفيلينو ونادي كياسو ونادي ليفورنو وEintracht Braunschweig II ‏ ونادي لوكارنو.

## وصلات خارجية
- ساولو ديكارلي على موقع قاعدة بيانات كرة القدم.إي يو (الإنجليزية)
- ساولو ديكارلي على موقع Soccerway.com (الإنجليزية)
- ساولو ديكارلي على موقع عالم كرة القدم.نت (الإنجليزية)
- ساولو ديكارلي على موقع AS.com (الإسبانية)